# Reseda stenobotrys
Reseda stenobotrys är en resedaväxtart som beskrevs av René Charles Maire och G. Samuelsson. Reseda stenobotrys ingår i släktet resedor, och familjen resedaväxter. Inga underarter finns listade i Catalogue of Life.